# آدام کروکز
آدام کروکز (انگلیسی: Adam Crookes؛ زادهٔ ۱۸ نوامبر ۱۹۹۷) بازیکن فوتبال اهل بریتانیا است.
از باشگاه‌هایی که در آن بازی کرده‌است می‌توان به باشگاه فوتبال ناتینگهام فارست اشاره کرد.